# Acanthonchus duplex
Acanthonchus duplex är en rundmaskart som först beskrevs av Allgen 1947.  Acanthonchus duplex ingår i släktet Acanthonchus och familjen Cyatholaimidae. Inga underarter finns listade i Catalogue of Life.